# Dakshayani

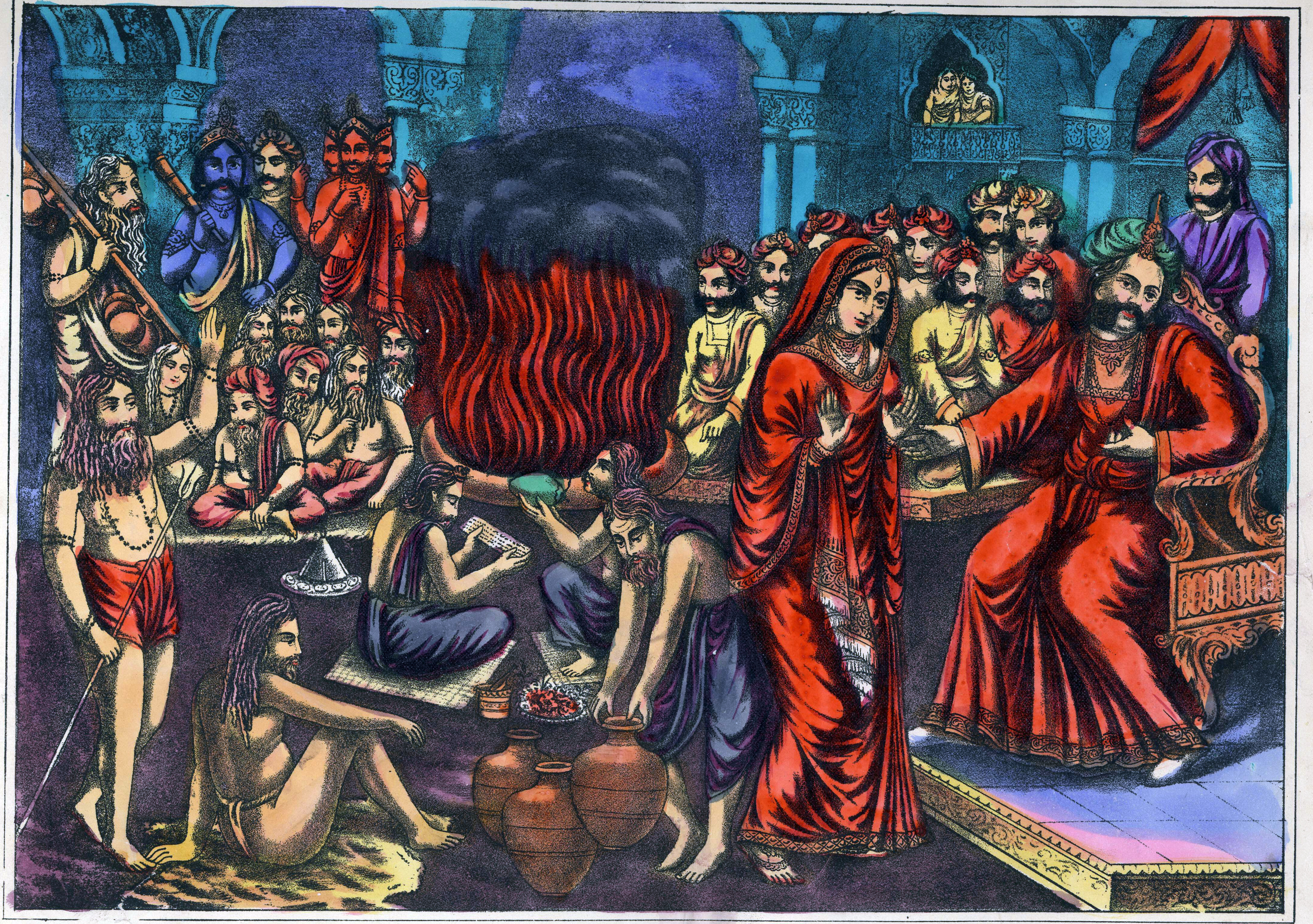
Dakshayani op de yagna van haar vader Daksha, waarvoor zij en Shiva niet waren uitgenodigd.

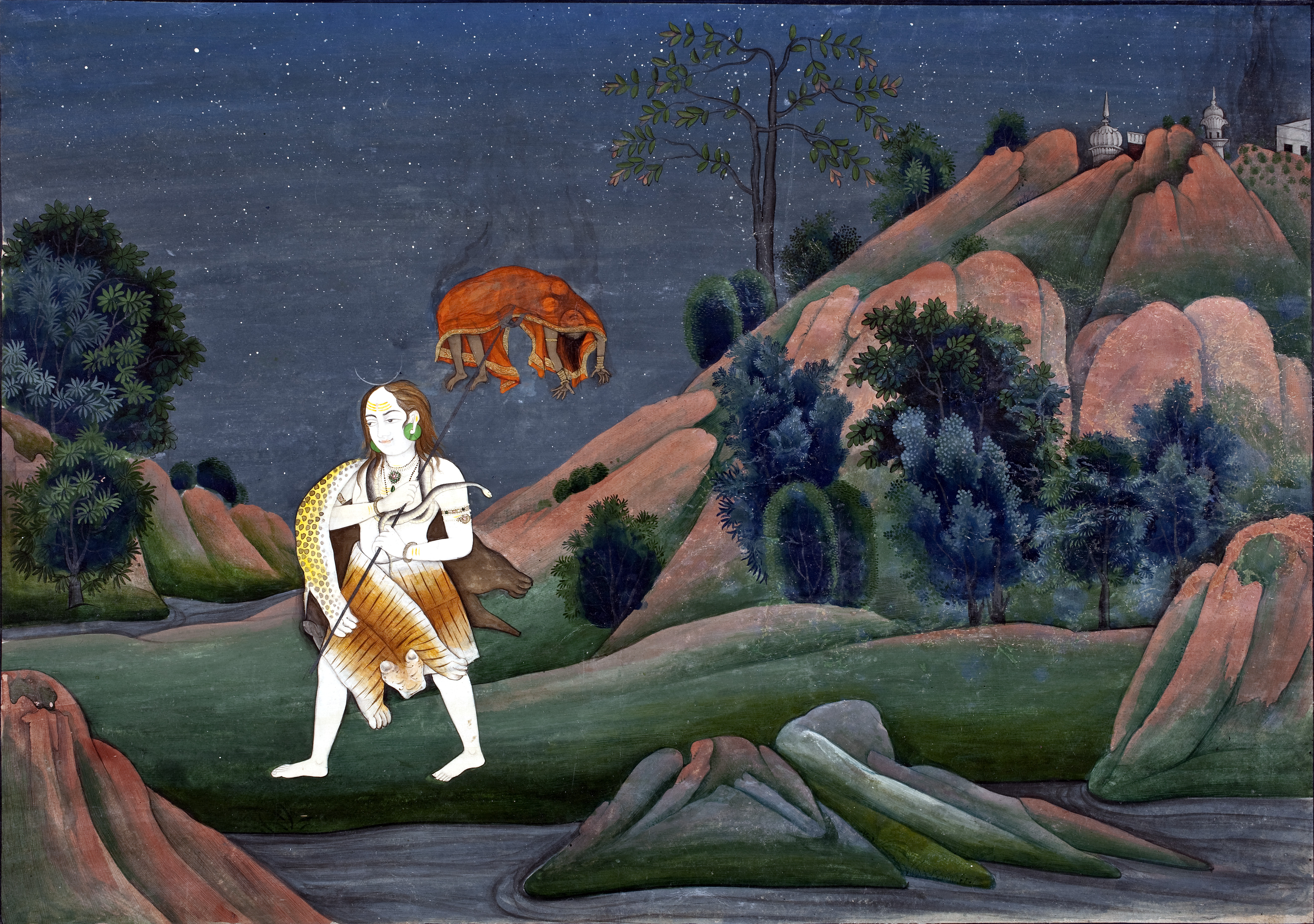
Shiva draagt het lijk van Satī.

Dakshayani of Satī is een godin in het hindoeïsme. Dakshayani is de kleindochter en achterkleindochter van Brahma: ze is de dochter van Prasuti, een dochter van Manu (een zoon van Brahma), en Daksha, de zoon van Brahma. Ze kreeg in haar volgende reïncarnatie, als Parvati, de naam Gaurī (Gouden).
Al als jong kind wilde ze enkel met Shiva trouwen. Ze trok zich terug in het bos om haar leven aan Shiva te wijden. Na vele opofferingen wordt ze de vrouw van Shiva.
Op een dag geeft haar vader een yagna en Dakshayani en Shiva worden niet uitgenodigd. Dakshayani denkt dat zij geen uitnodiging nodig heeft om haar moeder te bezoeken. Shiva stuurt een bewaker mee. De begroeting van Daksha is kil en er ontstaat een discussie over Shiva. Dakshayani beseft dat haar vader de kwaliteiten van Shiva niet waardeert. Ze bidt dat ze in een volgend leven een vader krijgt die Shiva waardeert. Ze roept haar yogakrachten op en pleegt zelfverbranding. Echter was Shiva hiermee het tegenovergestelde van gerustgesteld.
Shiva komt achter de tragedie en maakt Virabhadra en Bhadrakali, zij verwoesten 's nachts de plaats en vervolgens wordt Daksha onthoofd. Volgens enkele tradities voert Shiva de Tandava op met het lichaam van Dakshayani op zijn schouders. Tijdens de dans komen de lichaamsdelen op de aarde terecht.
Volgens andere verhalen neemt hij het lichaam op zijn schouders en rent de wereld over. De goden roepen Vishnu op om Shiva te bedaren. Vishnu gebruikt zijn discus (Sudarshana Chakra) om Sita's lichaam op te delen.
In beide tradities wordt het lichaam in 51 delen gesplitst. Er bestaan verschillende lijsten met de 51 heilige plaatsen (Shakti Peethas) waar een lichaamsdeel terechtkwam. De volgende dag is Shiva vol vergiffenis. Hij wekt de doden weer tot leven en geeft ze zijn zegen. Zelfs Daksha krijgt zijn leven en koninkrijk terug. Zijn gesplitste hoofd werd door Shiva getransformeerd in die van een geit. Daksha heeft zijn les geleerd en wijdt de rest van zijn leven aan Shiva.
Dakshayani werd herboren als Parvati, dochter van Himavat en Mena. Deze vader had Shiva lief en Parvati wilde Shiva als man en dit gebeurde.

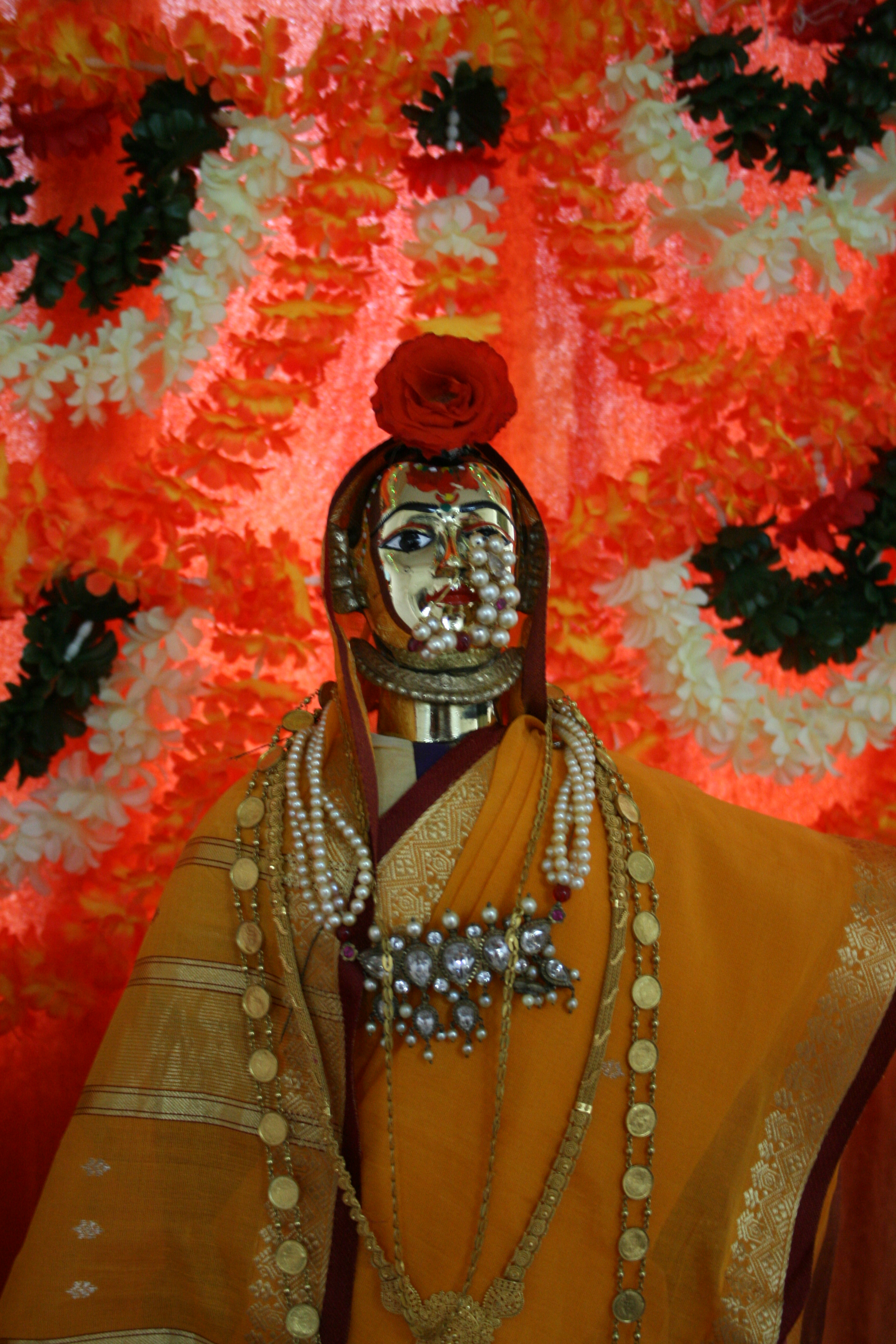
Parvati aanbeden als Gaurī